# William Holder
William Holder est un ecclésiastique, musicien et théoricien de la musique anglais, né en 1616 à Southwell dans le Nottinghamshire et mort le 24 janvier 1698 à Hertford.

## Biographie
William Holder naît en 1616 à Southwell dans le Nottinghamshire.
Il étudie au Pembroke College de Cambridge en 1633, obtenant à l'Université de Cambridge un Bachelor of Arts en 1636 puis un Master of Arts quatre ans plus tard. Il est fellow du collège de 1640 à 1642. Ordonné diacre de la cathédrale de Lincoln en 1640, il est aussi chanoine de la cathédrale d'Ely.
Durant la Première révolution anglaise, il s'installe dans l'Oxfordshire, royaliste, et devient recteur de Bletchingdon ainsi que tuteur du jeune Christopher Wren, le futur architecte.
En 1643, il épouse Susanna Wren, la sœur aînée de Christopher Wren.
En 1660, William Holder devient docteur en théologie de l'Université d'Oxford, et, le 20 mai 1663, est élu membre de la Royal Society, notamment pour ses travaux théoriques autour de la parole et de la musique.
Le 16 octobre 1672, il est fait chanoine de la cathédrale Saint-Paul de Londres. Le 2 septembre 1674, il est nommé sous-doyen de la Chapel Royal. Dans le cadre de ses fonctions, il est connu pour être partisan d'une règle stricte.
En 1687, William Holder s'installe à Therfield dans le Hertfordshire, où il se retire après la mort de sa femme en 1688.
Il meurt à Hartford le 24 janvier 1698. Avec sa femme, il est enterré dans la crypte de la cathédrale Saint-Paul.
Comme compositeur, ont survécu de sa plume dix Anthems et un Evening service en ut.
Comme théoricien, William Holder publie en 1694 à Londres A Treatise of the natural grounds and principles of harmony, qui fait sa renommée, et dans lequel il s'intéresse notamment aux fondements physiques de la musique.

## Publications
Comme auteur, William Holder a publié :
- « An Account of an Experiment Concerning Deafness », dans Philosophical Transactions of the Royal Society, 1668 ;
- Elements of Speech, Londres, 1669 ;
- A Treatise on the Natural Grounds and Principles of Harmony, Londres, 1693 (daté 1694) ;
- A Discourse Concerning Time, Londres, 1694.